# Friedrich Anton Wilhelm Miquel
Pour les articles homonymes, voir Miquel.
Friedrich Anton Wilhelm Miquel est un botaniste néerlandais, né à Neuenhaus près de Hanovre le 24 octobre 1811 et mort à Utrecht le 23 janvier 1871.

## Biographie
Il dirige le jardin botanique de Rotterdam de 1835 à 1846 et celui d’Utrecht de 1859 à 1871. Il est directeur du Rijksherbarium de Leyde à partir de 1862.
Bien qu’il n’ait jamais voyagé, il accumule une large collection de plantes d’Australie et des possessions hollandaises d'Asie grâce à un dense réseau de correspondants. Il est l’auteur d’importantes familles dont les Casuarinaceae, les Myrtaceae, les Piperaceae et les Polygonaceae.

## Liste partielle des publications
- Genera Cactearum, Rotterdam, 1839
- Monographia Cycadearum, Utrecht, 1842
- Systema Piperacearum, Rotterdam, 1843-1844
- Illustrationes Piperacearum, Bonn, 1847
- Cycadeae quaedam Americanae, partim novae Amsterdam, 1851.
- Flora Indiae batavae, Amsterdam, 1855-1859
- De Palmis Archipelagi Indici observationes novae, Amsterdam, 1868.